# Googie-arkitektur

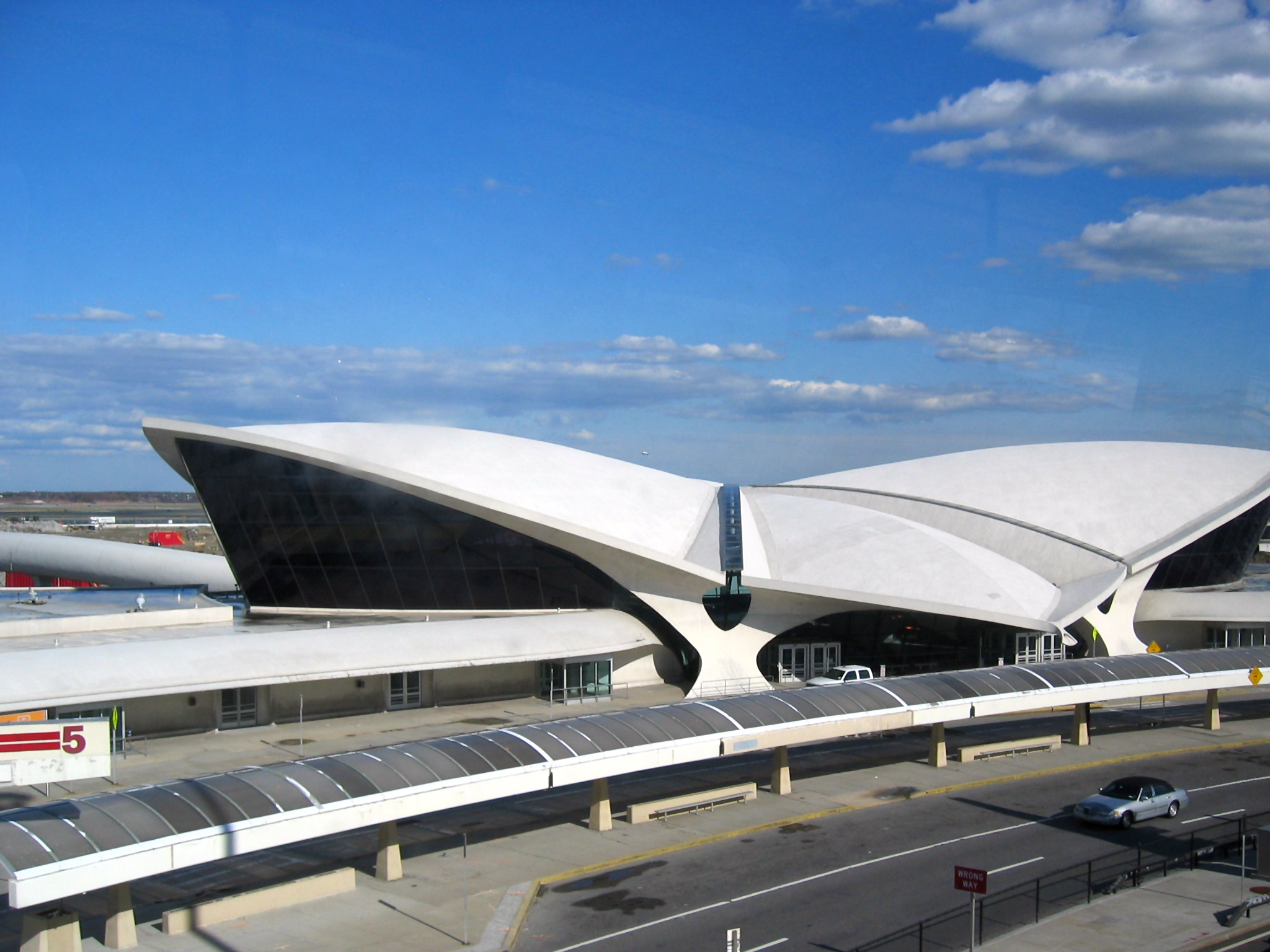
Terminalen TWA Flight Center på JFK-flygplatsen i New York uppvisar influenser av populuxestilen.

Googie-arkitektur, även känd som populuxe eller doo-wop, är en form av modern arkitektur och en undergenre till futuristisk arkitektur. Googie har påverkas av bilkulturen och Space Age- och Atomic Age-stilarna. Stilen är relaterad till och ibland synonym med Raygun gothic-stilen som myntades av författaren William Gibson. 
Stilen har sitt ursprung i södra Kalifornien i slutet av 1940-talet och varade till mitten av 1960-talet. De typer av byggnader som oftast utformade med Googie-stil var motell, kaféer och bowlingbanor. Stilen kallades även formellt för Mid-century modern movement. Exempel på denna stilyttring kan ses i Eero Saarinens TWA Flight Center.
Googie karakteriseras av uppsvepta tak, kurvor och geometriska former samt en djärv användning av glas, stål och neon. Googie präglas av rymdålderns mönster att skildra rörelse, såsom bumeranger, flygande tefat, atomer och paraboler samt fritt formulerade mönster som "mjuka" parallellogrammer. Dessa speglar det amerikanska samhällets betoning på futuristisk design och fascination för Space-Age-teman.
I likhet med art deco-stil från 1930-talet blev Googie undervärderad vartefter tiden gått varför många hus byggda i denna stil har förstörts.

## Exempel i Sverige

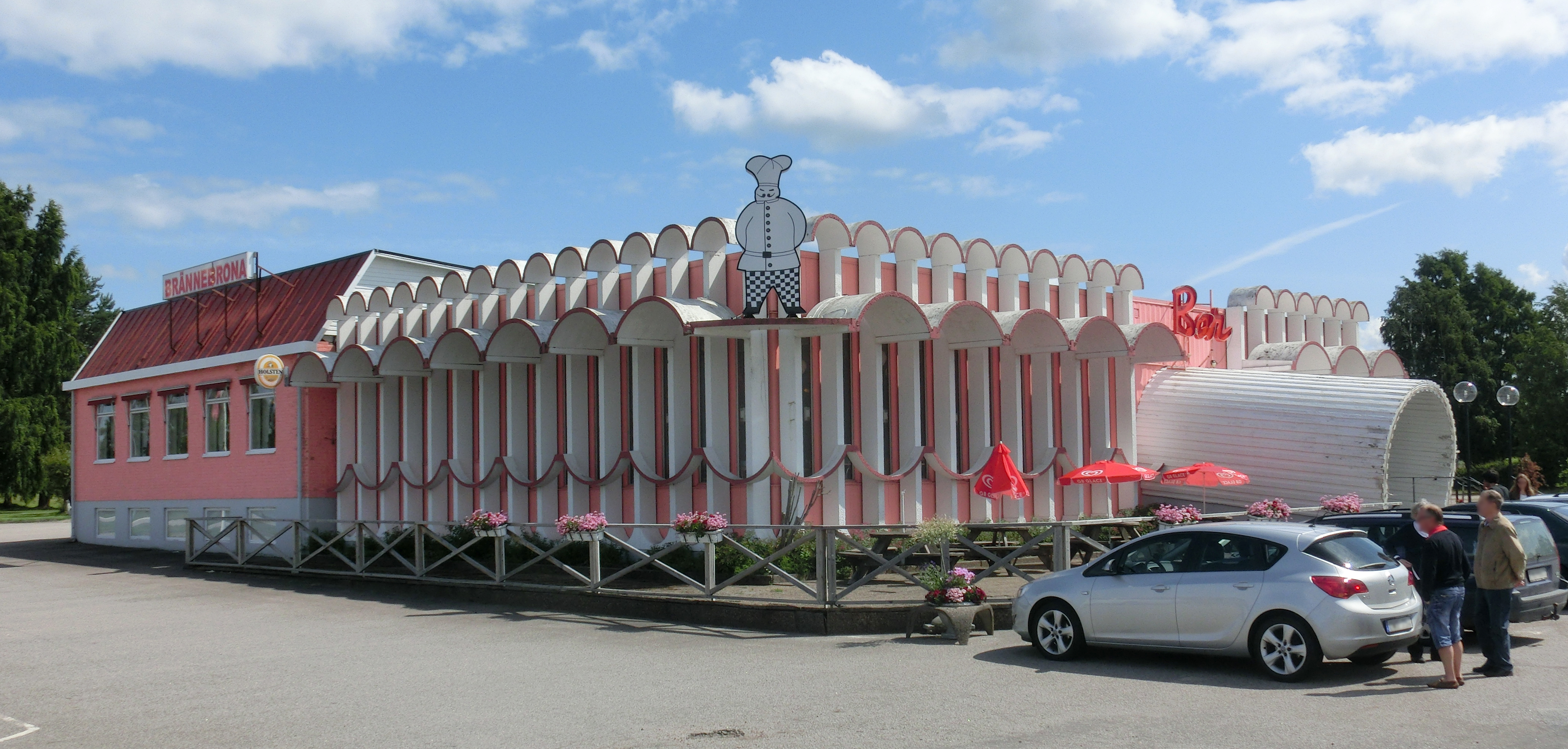
Brännebrona Gästis.

I Sverige hittar man endast ett fåtal exempel på Googie-arkitekturen, med Brännebrona Gästis som kanske det bäst bevarade.

## Bildgalleri

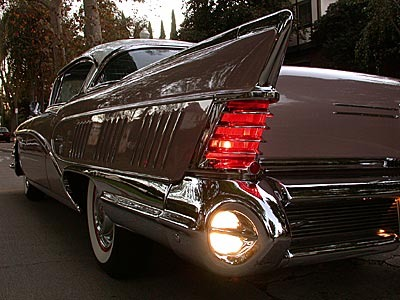
1958 Buick
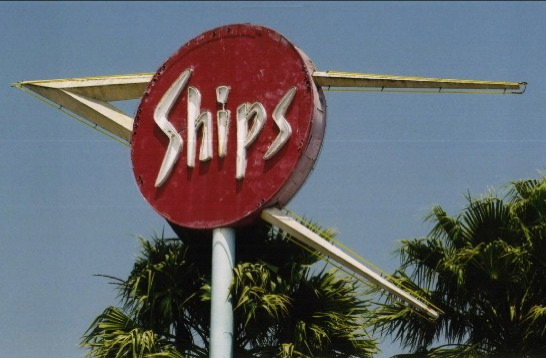
Klassisk Googie-design
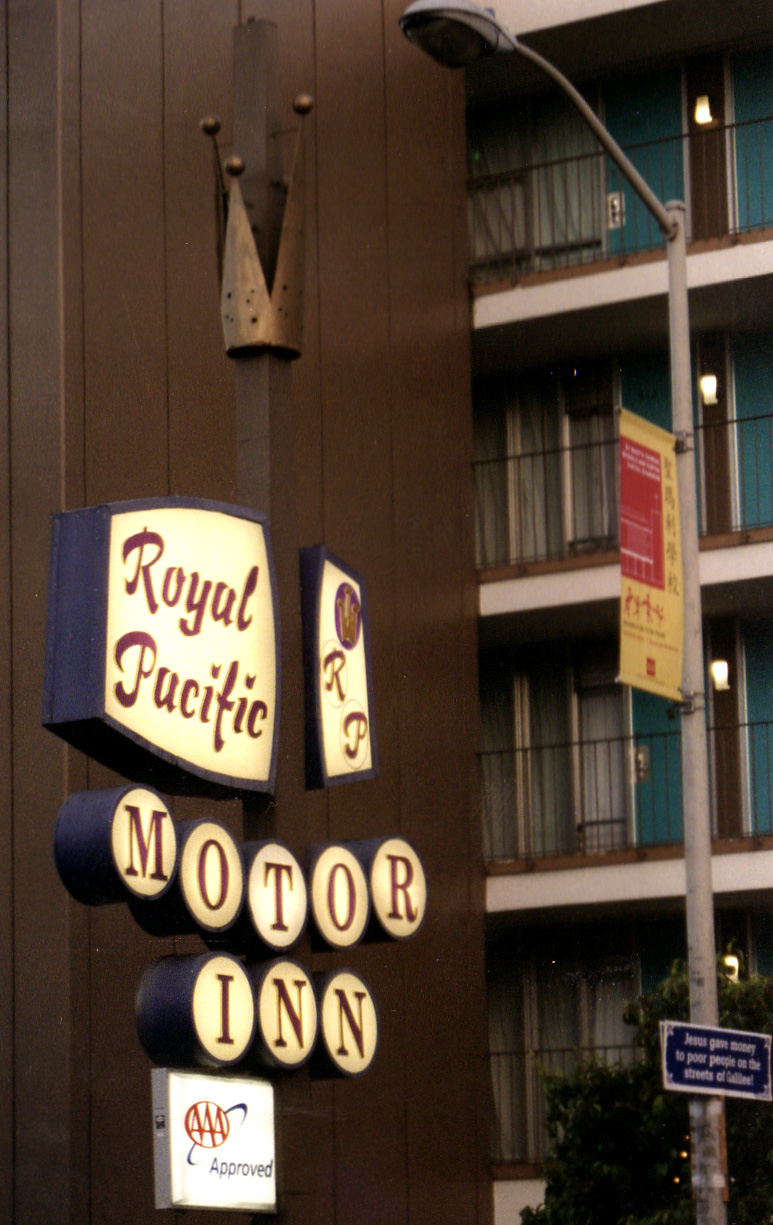
Motellskylt i Googie-stil
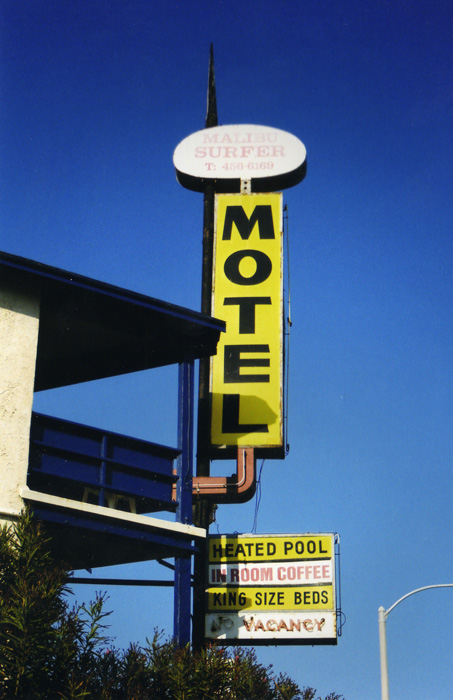
The Malibu Surfer Motel, Malibu, Kalifornien